# سوکلن
سوکلن (به فرانسوی: Souclin) یک کمون در فرانسه است که در Canton of Lagnieu واقع شده‌است.

## خصوصیات
سوکلن ۱۳٫۱۹ کیلومترمربع مساحت و ۲۵۶ نفر جمعیت دارد و ۶۰۰ متر بالاتر از سطح دریا واقع شده‌است.